# Без дочери — никогда
«Без дочери — никогда» (англ. Not Without My Daughter) — американский художественный фильм 1991 года режиссёра Брайана Гилберта, драма, в главных ролях Салли Филд и Альфред Молина. Фильм основан на реальных событиях и описывает историю бегства американки Бетти Махмуди с пятилетней дочерью из Ирана от её иранского мужа. Сценарий к фильму написан Дэвидом Ринтельсом на основе одноимённой книги Бетти Махмуди и Уильяма Хоффера (книги «Not Without My Daughter», автобиографической для самой Бетти Махмуди). Фильм был снят в США (в столице штата Джорджия — Атланте) и в Израиле. Смотреть фильм можно детям от 13 лет вместе с родителями.
Премьера фильма состоялась в США 11 января 1991 года.

## Сюжет
Героиня фильма — американка Бетти Махмуди — замужем за американским врачом-анестезиологом иранского происхождения доктором Махмуди (Муди). У них есть четырёхлетняя дочь Махтоб. У Муди начинаются проблемы на работе, и он решает съездить в Иран на две недели навестить родственников. Перед отъездом он клянется перед женой на Коране, что разрешит им с дочерью вернуться обратно, как только они захотят.
Семейство прилетает в Тегеран, который в 1984 году представляет собой неприглядное зрелище. Нищета, бедность, идёт война. Столица полна полицейских патрулей, которые следят за общественным порядком, но прежде всего являются полицией нравов и контролируют правила соблюдения женского дресс-кода. Уже в аэропорту Бетти принуждают надеть чадру и плотный плащ. Она задыхается — ведь на улице удушающая жара. Их встречают родственники доктора Махмуди во главе с его старшей сестрой. Они радостно и почтительно приветствуют доктора и его дочь. Мало кто обращает внимание на Бетти.
Неуважение и неприязнь по отношению к себе Бетти продолжает испытывать на протяжении всего времени своего пребывания в Иране. Они живут в доме старшей сестры Муди, которая относится к Бетти крайне недружелюбно. По истечении двухнедельного срока муж заявляет Бетти, что он принял решение: обратно в Штаты они не вернутся, а остаются здесь. Оказывается, уже за два дня до отъезда из Америки Муди узнал, что его уволили с работы. Он будет работать здесь. Его клятва на Коране — ложь. Все родственники принимают его сторону. Хотя заплаканная Бетти и ловит на себе сочувственные взгляды женской части семейства, помочь ей никто не хочет или не может.
Муж постоянно следит за Бетти. Если его нет дома, эту функцию берут на себя другие родственники. Она не знает персидского языка. Ей не разрешается ни выходить в город одной, ни звонить по телефону. Муди отбирает у неё документы, деньги и кредитные карты, но Бетти удается спрятать немного денег. Однажды счастливая случайность позволяет ей поговорить по телефону со своей матерью, та звонит из Америки, и, не теряя времени, сообщает ей адрес и телефон представительства американского посольства в Тегеране. Американского посольства как такового в Тегеране нет, его функции выполняет специальный отдел при швейцарском посольстве. Мужу докладывают о том, что Бетти говорила по телефону вследствие чего, он ее избил.
Через некоторое время ей удаётся ускользнуть из дома, и вместе с дочерью они берут такси и едут в посольство. Там Бетти узнает, что, согласно местным законам, они обе — гражданки Ирана. Выхода нет, они должны остаться здесь навсегда. Альтернатива — Бетти уезжает в Америку одна. Дочь не может покинуть эту страну без разрешения отца, что для Бетти неприемлемо. Они возвращаются домой. Тем не менее, представительница посольства Николь становится связующим звеном между Бетти и её родными в Америке.
Муж Бетти решает, что дочь должна пойти в школу. Антисанитария, зубрежка и заунывное пение — основные приметы школы, куда её определяют. Ребёнок страдает и не хочет ходить туда. Поэтому Бетти разрешают сопровождать её. За каждым их шагом следят — дома муж и родственники, в школе — учителя по поручению Муди.
Бетти не оставляет мысль о побеге. Она пытается использовать любой шанс, чтобы связаться с посольством. Делая покупки на базаре, она улучает момент и звонит из телефона-автомата. В другой раз она обходит лавочки и спрашивает, можно ли позвонить. В лавке мужской одежды ей разрешает позвонить хозяин по имени Хамид, который говорит по-английски. Бетти звонит в посольство Николь. Хамид слышит разговор, понимает серьёзность личной драмы Бетти и сочувствует ей. Он разрешает ей приходить и использовать телефон в любое время. Его сын учился в Америке, а затем погиб во время военных действий в Иране.
Через некоторое время, ускользнув из дома, она снова приходит в лавку. Хамид знакомит её с женщиной, которая говорит, что её брат Хуссейн может помочь ей. Так Бетти знакомится с Хуссейном. Это состоятельный, интеллигентный и образованный иранец, который недоволен существующим режимом и сочувствует Бетти. Он начинает разрабатывать планы побега. Бетти ставит его в известность, что уедет только с дочерью.
Тем временем отношения в семье Бетти обостряются. Муж постоянно избивает её. Это уже не тот человек, которого она полюбила в Америке. Муди не может найти работу, потому что подтверждение его американского диплома затягивается. Деньги кончаются. Они живут на средства родственников. Благодаря одному знакомому её муж наконец получает место анестезиолога. До подтверждения диплома он вынужден работать нелегально.
После очередной ссоры Муди силой забирает дочь и уводит её от Бетти, отдав родственникам. Избитая Бетти одна заперта в квартире, где проводит больше недели. Начинается бомбёжка, в квартире взрывом выбивает оконные стекла. Бетти, в ужасе и страхе за дочь, находится в полуобморочном состоянии. Приходит Муди и приносит больную дочь — та заболела от переживаний. Бетти находит в себе силы поблагодарить его. Дочь выздоравливает.
Тем временем Хуссейн продолжает строить планы побега. Он предлагает бежать 29 января. Его люди помогут Бетти с дочерью перейти через границу в Пакистан, Турцию или через море в страны Аравийского полуострова, откуда они смогут улететь домой. Это будет стоить около 12 тысяч долларов, деньги он заплатит сам. Если Бетти сможет, она вышлет ему деньги по возвращении в Америку.
Тут серьёзно заболевает отец Бетти в Америке, после чего она принимает решение о побеге. Сообща о том, что она должна пойти «на рынок», её отпускают вместе с Махтоб. Далее она звонит Хуссейну и приезжает к нему в склад, в котором ее готовят к отправке в Анкару, где и находится американское посольство. Утвердив мужу о том, что поездка в Америку 26 января отменяется и взаимно шантажировав его с нелегальностью его работы, она прощается с Хуссейном и Хамидом и приступает к побегу.
Она едет через блокпосты в Курдистан, где её пытались изнасиловать, однако Махтоб подняла тревогу и бедуина усмирили, после чего ее тут же отправляют на границу Турции, где ей возвращают сумку с вещами, в том числе и с паспортом. Приехав прямым автобусом в Анкару, она сразу видит американское посольство и без раздумий идёт туда. С фразами «мы уже дома» начинается эпилог, в котором говорится, что 9 февраля 1986 года Бетти и Махтоб смогли вернуться в Соединённые Штаты и на данный момент Бетти работает писателем и оратором, а также помогает людям, которые оказались в аналогичном положении.

## В ролях
- Салли Филд — Бетти Махмуди
- Альфред Молина — Муди
- Шейла Розенталь — Махтоб
- Рошен Сэт — Хуссейн
- Сара Бадель — Николь
- Мони Рэй — Амех Бозорг
- Джордж Коррафак — Мохсен